# Serin syriaque
Serinus syriacus
Espèce
Statut de conservation UICN

 VU C1 : Vulnérable
Le Serin syriaque (Serinus syriacus) est une espèce de passereaux appartenant à la famille des Fringillidae.

## Distribution
Régions montagneuses au Liban, Syrie, Israël et Jordanie. En hiver, erratique en Jordanie mais migrateur dans le reste de sa distribution, atteignant, au sud, l’Égypte (Sinaï, vallée du Nil) et au nord, la Turquie et le nord de l’Irak (Amadiyah).

## Déplacements
En hiver, les oiseaux de Jordanie se dispersent localement alors que les sites de nidification au Liban, en Syrie et en Israël sont complètement désertés au profit des sites d’hivernage composés de déserts et de zones semi-arides à plus basse altitude et généralement à proximité d’un point d’eau comme dans le désert du Sinaï et la vallée du Nil en Égypte (Khoury 1998).

## Habitat
L’habitat de nidification est une zone boisée, ouverte, semi-aride et de type méditerranéen, dominée par des conifères des genres Cedrus, Pinus, Abies et Juniperus, entre 900 et 1 900 m d’altitude (Khoury 1998) mais le serin syriaque fréquente aussi les arbres caducifoliés et visite volontiers les vergers (Scott 1992). En hiver, il est moins tributaire des arbres et recherche davantage les buissons d’acacias, les broussailles sèches et les plantes herbacées en zone semi-aride (Scott 1992).
Ottaviani (2011) a apporté une contribution à la connaissance de l’habitat avec, photos à l’appui, un mâle se lissant les plumes dans un hibiscus Hibiscus syriacus, malvacée sur le mont Hermon en Israël puis, un mâle et une femelle dans un verger dans la région de Bloudan dans le sud-ouest de la Syrie.

## Alimentation
Khoury (2003) a mené une importante étude de terrain dans le sud-ouest de la Jordanie, sur l’écologie de nourrissage. Il a montré que le serin syriaque alterne le type d’alimentation et le site de nourrissage en fonction des caractéristiques des plantes (annuelles ou pérennes) et de la disponibilité au cours de l’année. Il consomme des graines de plantes comptant jusqu’à 70 espèces différentes et appartenant surtout aux familles des astéracées, géraniacées, brassicacées, polygonacées et poacées. Des graines mesurant jusqu’à huit millimètres sont consommées bien que celles d’un ou deux millimètres soient préférées. Il recherche sa nourriture aussi bien sur le sol que dans les arbustes ou les plantes herbacées. Le début de la reproduction coïncide avec le développement de la végétation annuelle apparaissant après la saison des pluies. Au cours de la saison sèche, la végétation annuelle meurt rapidement tandis que les plantes vivaces, en pleine fructification, produisent de nombreuses graines. Le serin syriaque présente une grande plasticité dans le choix de sa nourriture en s’adaptant aux conditions climatiques annuelles. Les variations climatiques combinées au surpâturage peuvent avoir un impact négatif sur la disponibilité de la nourriture pendant la saison de nidification, puis en hiver sur le comportement erratique. L’auteur conclut que la biomasse est consommée en fonction de la nature des plantes et de la période de fructification d’où un échelonage quasi mensuel des espèces végétales exploitées.
En mars, sont surtout consommées les plantes des genres Sisymbrium, Erodium, Geranium et un séneçon Senecio vernalis. En avril, 21 espèces de plantes appartenant surtout aux crucifères des genres Alyssum, Clypeola, Erophila, Thlaspi, Biscutella et Holosteum glutinosum ont été répertoriées. Mai est l’un des mois où la diversité est la plus grande avec les plantes les plus convoitées : Sisymbrium orientale, Hirschfeldia sp., Matricaria aurea, Triticum aestivum, Cardaria draba, Helianthemum vesicarium, Fumana thymifolia, Pterocephalus sp., Stipa parviflora et Piptatherum holciforme. En mai-juin, viennent ensuite les poacées avec le genre dominantTriticum.  En juin, cinq espèces occupent une place prépondérante : Cardaria draba, Hirschfeldia incana, Melica cupani, Nepeta flavideus, Tanacetum santolinoides. En juillet, le régime est dominé par Raphanus raphanistrum, Sinapis arvensis, Malcomia africana. L’espèce Polygonum arenastrum couvre surtout juillet et août. En août, Lactuca serriola, L. orientalis, Reseda lutea occupent une place importante. En septembre L. orientalis prend le relai, suivi, en octobre, par Noaea mucronata. En novembre-décembre, le régime est presque exclusivement axé sur les graines d’armoise. La fructification massive de l’armoise Artemisia sieberi occasionne de grands rassemblements, jusqu’à 200 individus comme à Wadi Dana, se prolongeant parfois tout l’hiver jusqu’à la fin-février.

## Voix
Le cri de contact est un pé-ré-rèt ou puyètuy sec, nasillard et roulé rappelant celui du venturon montagnard mais en plus grave. Il existe aussi un tchuypp énergique, parfois répété avec une variante plus rapide et plus aiguë tchip-ip-ip-ip, ces notes faisant aussi partie du chant. Le chant rappelle celui du serin à front rouge et du venturon montagnard. C’est une suite de grincements et de gazouillis émis sur un rythme rapide, parfois entremêlés de bourdonnements. Les strophes sont plutôt courtes et entrecoupées de pauses brèves (Svensson et al. 2004).

## Biologie de reproduction
Khoury (2001) a étudié l’écologie de reproduction dans la réserve naturelle de Dana dans le sud-ouest de la Jordanie. Il a remarqué que la saison de nidification commence un mois plus tôt que sur le mont Hermon en Israël, en raison de l’élévation précoce de la température générant un rapide développement des plantes herbacées annuelles des genres Erodium, Erophila et, certaines années, Senecio avec des variations annuelles de plus ou moins dix jours. Contrairement aux populations migratrices du nord, celles de Jordanie sont sédentaires et peuvent commencer, sur place, leur cycle de reproduction dès que les conditions sont favorables (température, nourriture). La plupart des couples reproducteurs n’ont qu’une nichée par an, en raison du rapide déclin de la nourriture. Cette baisse de la disponibilité de nourriture est liée au surpâturage par le bétail, obligeant les serins à se nourrir sur des sites plus éloignés. Les plus grandes distances entre les sites de nourrissage et de nidification occasionnent une plus grande dépense d’énergie et une moindre réussite de la reproduction. L’assèchement des plans d’eau en été dans les sites de reproduction peut également nuire au succès de la nidification.

## Statut, menaces
L’espèce est classée comme vulnérable en raison de sa faible population et de son déclin depuis 1996 dû à une sécheresse exacerbant la pression du surpâturage. La population totale est estimée entre 2 500 et 10 000 individus sur un territoire de 7 400 km2. La principale menace vient de la dégradation de l’habitat occasionnée par le surpâturage et les coupes forestières. Actuellement, la population est estimée à 4 000 individus dont 1 000 à 1 250 sujets en Jordanie et 100 à 360 en Israël mais sans évaluation pour la Syrie (local) ou pour le Liban (très commun). La population reproductrice jordanienne est en déclin : à Al-Barrah, dans la réserve naturelle de Dana, elle a régressé de 20 % et son aire a diminué de 25 % depuis 1996. Elle a été estimée globalement à 500 couples avec 480 couples reproducteurs en 1999. Durant cette saison de 1999, aucun autre serin syriaque ne fut observé dans d’autres sites du sud-ouest ou du nord qui offraient pourtant de bonnes conditions en nourriture et en eau.

## Mesures de conservation
Les principaux sites de nidification en Jordanie, en Israël et au Liban sont des aires protégées. Le site de reproduction de Jordanie (le seul bien documenté) fait l’objet d’un programme de suivi depuis 1995. En matière de mesures à prendre, BirdLife (2010) préconise une surveillance portant sur la taille des populations et leur distribution en Syrie et au Liban et propose de mener des prospections intensives pour tenter d’inverser le déclin en Jordanie. D’autres inventaires exhaustifs doivent être conduits pour estimer l’impact du pâturage sur l’habitat dans le sud-ouest de la Jordanie (BirdLife International 2010).